# Andrew Moore
Andrew George Moore (né le 2 juin 1994 à Springfield, Oregon, États-Unis) est un ancien lanceur droitier de la Ligue majeure de baseball.

## Carrière
Joueur des Beavers de l'université d'État de l'Oregon, Andrew Moore est choisi par les Mariners de Seattle au 2e tour de sélection du repêchage de 2015.
Il fait ses débuts dans le baseball majeur comme lanceur partant pour Seattle le 22 juin 2017 et sa performance de 7 manches lancées pour les Mariners lui vaut une victoire sur les Tigers de Détroit.